# 北海道道267号磯谷蘭越線
北海道道267号磯谷蘭越線（ほっかいどうどう267ごう いそやらんこしせん）は、北海道磯谷郡蘭越町内を結ぶ一般道道（北海道道）である。

## 概要
尻別川右岸を走る北海道道229号北尻別蘭越停車場線に並行するように尻別川左岸を走る。

### 路線データ
- 起点：北海道磯谷郡蘭越町港町（国道229号交点）
- 終点：北海道磯谷郡蘭越町字淀川（国道5号交点）
- 総延長：15.439 km
- 実延長：15.420 km
- 重用延長：0.019 km

### 道路管理者
- 後志総合振興局 小樽建設管理部 蘭越出張所

## 歴史
- 1957年（昭和32年）7月25日 - 197号として路線認定[1]。
- 1994年（平成6年）10月1日 - 路線番号を267号に変更[2]。

この路線の前身は、1920年（大正9年）4月1日に認定された準地方費道26号倶知安磯谷線の一部区間である。

## 路線状況

### 道路施設

#### 主な橋梁
- 目名川橋（91 m、目名川、蘭越町名駒町）
- 淀川橋（63 m、逆川、蘭越町字淀川）

## 地理

### 通過する自治体
- 後志総合振興局
  - 磯谷郡蘭越町

### 交差する道路
蘭越町
- 国道229号 - 港町（起点）
- 北海道道752号名駒田下線 - 名駒町
- 国道5号- 字淀川（終点）

### 沿線にある施設など
蘭越町
- 名駒郵便局
- 蘭越町役場名駒出張所